# Motlatsi Rante
Motlatsi Tebalo Rante (* 31. Oktober 2000) ist eine botswanische Sprinterin, die sich auf den 400-Meter-Lauf spezialisiert hat.

## Sportliche Laufbahn
Erste internationale Erfahrungen sammelte Motlatsi Rante im Jahr 2022, als sie bei den Afrikameisterschaften in Port Louis in der Mixed-Staffel in 3:21,85 min gemeinsam mit Collen Kebinatshipi, Keitumetse Maitseo und Christine Botlogetswe die Goldmedaille gewann und mit der Frauenstaffel in 3:36,96 min den vierten Platz belegte. Anschließend gelangte sie bei den Commonwealth Games in Birmingham mit 3:41,14 min auf Rang sieben in der 4-mal-400-Meter-Staffel. Im Jahr darauf schied sie bei den World University Games in Chengdu mit 56,07 s in der Vorrunde über 400 Meter aus und wurde mit der 4-mal-100-Meter-Staffel im Vorlauf disqualifiziert. 2024 schied sie bei den Afrikaspielen in Accra mit 55,30 s im Halbfinale aus.

## Persönliche Bestleistungen
- 400 Meter: 54,65 s, 26. Mai 2023 in Gaborone
- 800 Meter: 2:11,58 min, 27. Mai 2023 in Gaborone